# Inermisia
Inermisia är ett släkte av svampar. Inermisia ingår i familjen Pyronemataceae, ordningen skålsvampar, klassen Pezizomycetes, divisionen sporsäcksvampar och riket svampar.